# Xavi Metralla
Xavier Escudero i Gonzálvez, més conegut pel pseudònim musical Xavi Metralla, (Terrassa, 11 de desembre de 1977) és un punxadiscos i productor musical de màkina i hardcore. Des del 1996 fins al seu tancament el 2012, va ser Dj resident de la discoteca Pont Aeri, juntament amb el seu germà DJ Skudero.
Ha punxat a més de 100 sales per tot el territori dels Països Catalans entre les quals es poden destacar: Scorpia (Igualada), Chasis (Mataró), Manssion (Benidorm), Amnesia (Benidorm), Chocolate (Mislata), Hook (Alacant), Penélope (Alcoi), entre d'altres.
També és conegut per les seves actuacions a sales d'Occitània, Aragó, Castella i Anglaterra.

## Premis
- 2000: Flying Free Pont Aeri Vol.4. millor tema comercial d'Espanya i millor tema màkina (revista DEEJAY)
- 2001: Millor Dj màkina 2001 (revista DJ1)
- 2002: Reaching Dreams: millor tema màkina nacional (revista DEEJAY)
- 2002: Millor Dj Hardcore 2002 (revista DJ1)
- 2004: Sweet Revenge: millor tema màkina

## Discografia

### Maxi-singles
- Metramorphosis
- Diabolica
- Tiphon
- Pont Aeri vol.3
- Pont Aeri vol.4
- Remixes Flying Free
- Pont Aeri vol.5
- Pont Aeri vol.6
- 99 Luftballoons
- Remixes Reaching Dreams
- Pont Aeri vol. 7 Phantasies
- Pont aeri vol. 8 Sweet Revenge
- Pont aeri vol. 9 This is your Dream
- Makina Survive sk8ter boy rmx (metralla vs sonic)

### Recopilatoris
- Tekno-warriors vol.1
- Tekno-warriors vol.2
- Pont Aeri
- The best of Pont Aeri
- Pont Aeri
- The Great Family
- Pont Aeri - trilogy
- Pont Aeri - for the eternity
- Pont Aeri - now is the time
- heroes del tekno - vol.2
- The Rave Master live at Pont Aeri vol.2
- The Rave Master live at Pont Aeri vol.3
- Live at Pont Aeri
- Mega aplec Dance 2001 Flaix FM
- Mega aplec Dance 2002 Flaix FM
- Revival Sessions
- Revival Sessions vol 2
- Revival Sessions vol 3
- Professional dj's 2002
- Pont Aeri - 10 años a toda makina
- Professional dj's 2003
- The Megarave live at Pont Aeri
- Professional dj's summer edition 2003
- Pont Aeri 4 life
- Revival live at Pont Aeri
- Hard Halloween live at Pont Aeri
- Gladiators live at Pont Aeri

### Àlbums en solitari
- 100% metralla
- 100% metralla vol.2